# 竹子熊
竹子熊（德語：Die Bambus-Bären-Bande）是一部52集的兒童電視動畫片，由德國、日本、法國、西班牙和北韓合製，自1996年3月25日起由德國ARD和ZDF播出。
三名主要角色為小貓熊Bamboo-Lee，竹鼠Dah-Lee和大貓熊Slo-Lee。其劇情以環境問題和物種保護為主軸，每一集都聚焦於一種瀕臨滅絕的動物物種。

## 外部連結
- 互联网电影数据库（IMDb）上《竹子熊》的资料（英文）